# San-Gavino-di-Fiumorbo
San-Gavino-di-Fiumorbo (korziško San Gavinu di Fiumorbu) je naselje in občina v francoskem departmaju Haute-Corse regije - otoka Korzika. Leta 1999 je naselje imelo 209 prebivalcev.

## Geografija
Kraj leži v vzhodnem delu otoka Korzike znotraj naravnega regijskega parka Korzike, 104 km južno od središča Bastie.

## Uprava
Občina San-Gavino-di-Fiumorbo skupaj s sosednjimi občinami Chisa, Isolaccio-di-Fiumorbo, Prunelli-di-Fiumorbo, Serra-di-Fiumorbo, Solaro in Ventiseri sestavlja kanton Prunelli-di-Fiumorbo s sedežem v Prunelliju. Kanton je sestavni del okrožja Corte.
1. ↑  »Populations légales 2016«. Nacionalni inštitut za statistične in gospodarske raziskave. Pridobljeno 25. aprila 2019.